# Fisher Space Pen
La AG7 Fisher Space Pen, prodotta dalla Fisher Space Pen Co., è una penna a sfera pressurizzata e utilizzabile in assenza di gravità; è la prima penna a essere stata utilizzata nell’esplorazione spaziale.
Inizialmente impiegata per le missioni Apollo condotte dalla NASA, è oggi utilizzata a bordo di ogni volo spaziale con equipaggio.

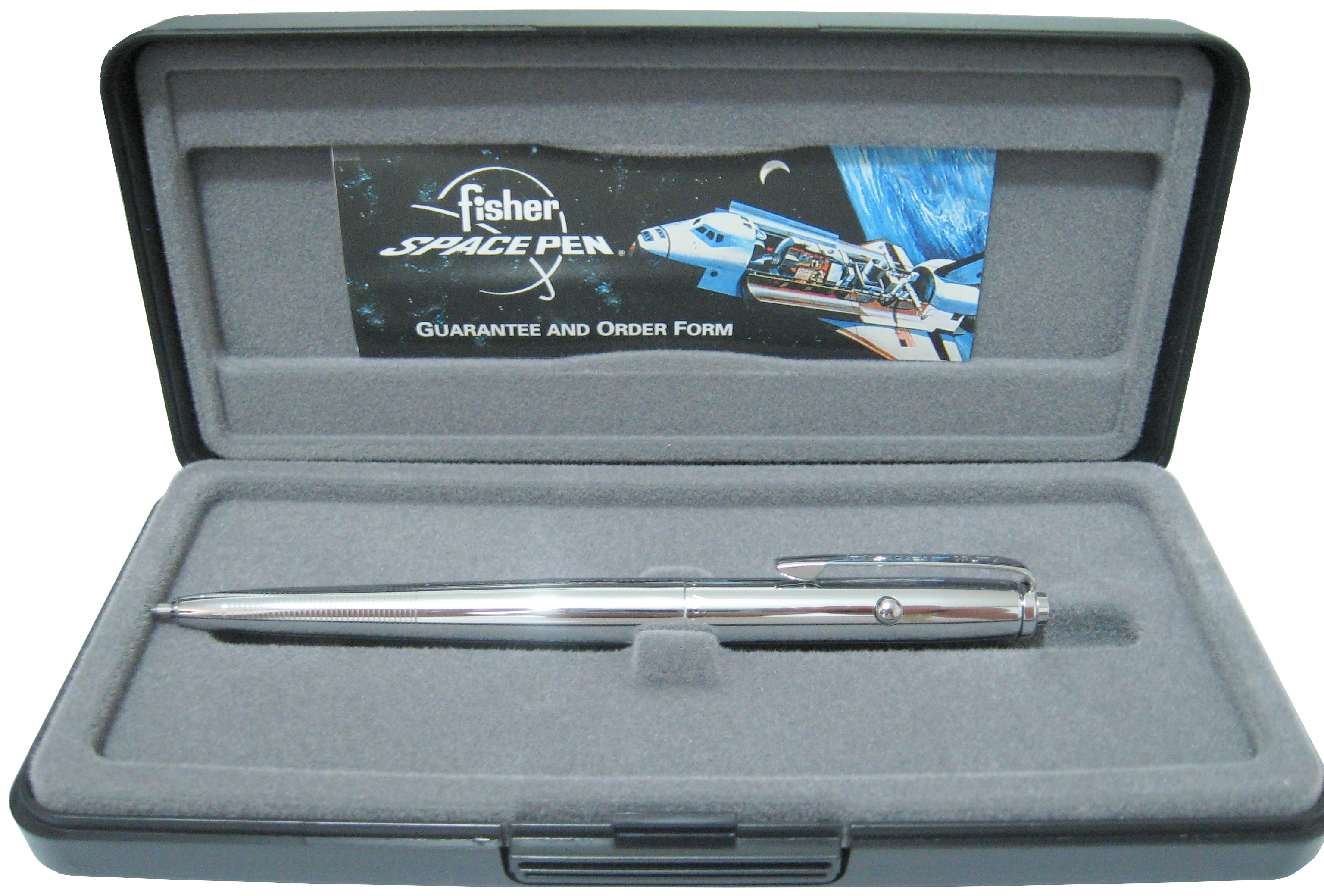
AG7 Fisher Space Pen

## Storia

### I primi anni
Nel 1948, nella San Fernando Valley, Paul C. Fisher fondò la Fisher Pen Company. Nel 1953 inventò una cartuccia universale (“Universal Refill Cartridge”) che era utilizzabile per ricaricare la maggior parte dei modelli di penna a sfera in commercio all’epoca; questa invenzione ebbe molto successo sul mercato.

### Il modello AG7
(Paul C. Fisher)

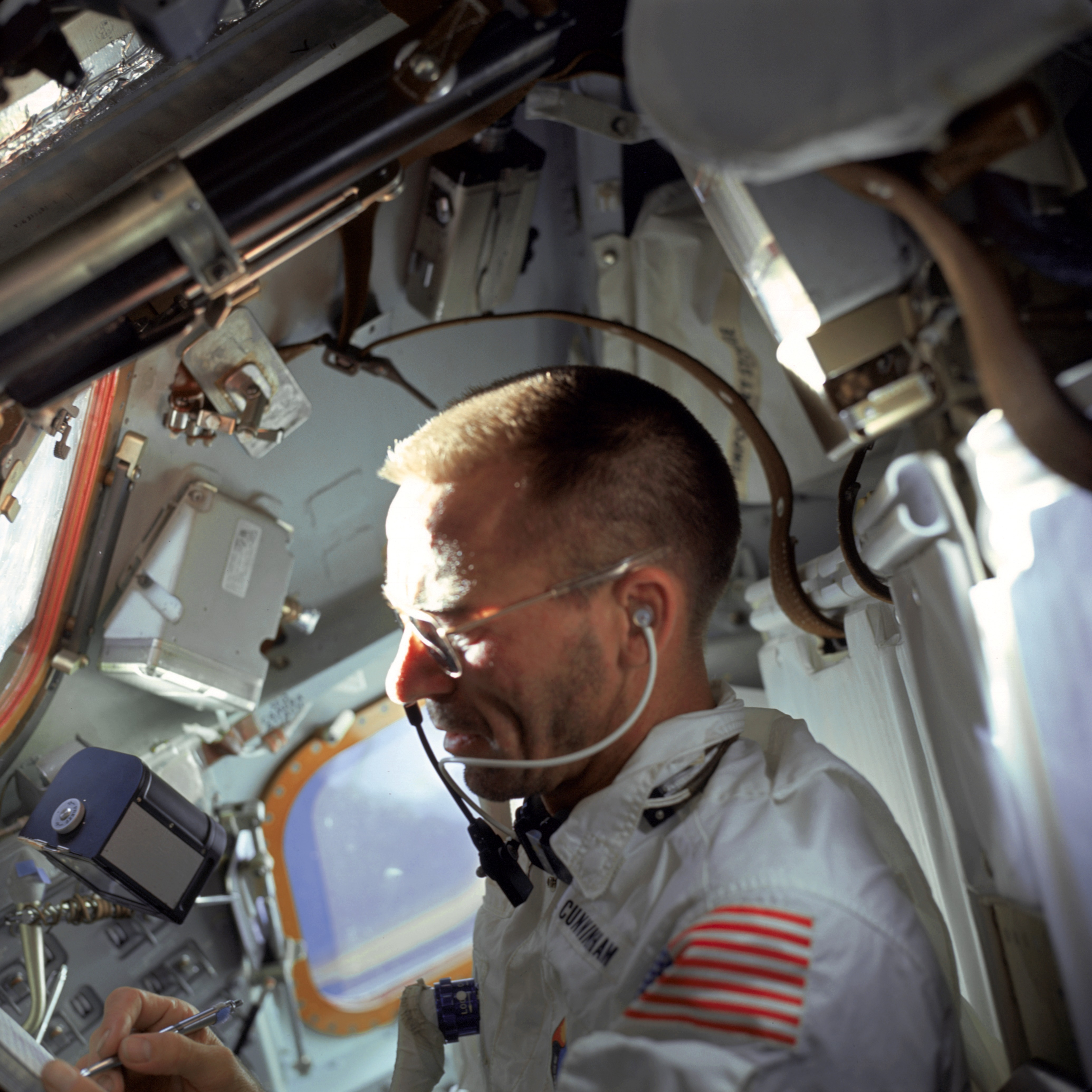
L'astronauta Walter Cunningham a bordo della capsula Apollo 7, mentre usa una Fisher Space Pen. (20 ottobre 1968)

Nel 1965 Fisher investì circa un milione di dollari per lo sviluppo e la produzione della AG7 (Anti-Gravity 7) Fisher Space Pen, una penna a sfera provvista di una cartuccia sigillata e pressurizzata (“The Sealed and Pressurized Fisher Space Pen Ink Cartridge”, brevetto #3,285,228), capace di scrivere in assenza di gravità, sott’acqua e a temperature estreme. Lo sviluppo della penna fu problematico, perché l’inchiostro fuoriusciva dalla punta per via dell’alta pressione all’interno della cartuccia. Nello stesso anno, però, Fisher trovò una soluzione, che secondo le sue dichiarazioni gli era venuta in sogno: usare una piccola quantità di colofonia per fermare la fuoriuscita d'inchiostro.
Fisher offrì subito la sua penna alla NASA, che inizialmente esitò per via delle controversie avvenute in precedenza per l’acquisto di 34 matite meccaniche, prodotte dalla Tycam Engineering Manufacturing Inc. per le missioni Gemini e costate più di quattromila dollari. Ma nel 1967, dopo rigorosi test durati diciotto mesi, la NASA accettò l’offerta di Fisher e ordinò 400 penne per circa 2400 dollari.
Nel 1968 la AG7 Fisher Space Pen venne utilizzata per la prima volta dalla NASA nella missione Apollo 7.
Successivamente anche l’Unione Sovietica ordinò 100 Fisher Space Pen e 1000 cartucce di ricarica e dal febbraio del 1969 le penne vennero utilizzate nei voli spaziali a bordo della capsula Sojuz.

### Dagli anni '70 agli anni 2000
Nel 1976 la compagnia si trasferì in un nuovo stabilimento produttivo di circa 2700 m2 nella città di Boulder City in Nevada.
A fine anni '70, per il Programma Space Shuttle, la Fisher Pen Company sviluppò un nuovo modello di Space Pen, la CH4 - Chrome Plated Shuttle Space Pen; il 12 aprile 1981 la penna debuttò a bordo del Columbia STS-1, e da quel momento in poi fu usata per tutte le missioni dello Space Shuttle.
Nel 1986 la compagnia cambiò nome in Fisher Space Pen Co. e negli anni successivi introdusse nuovi modelli di penne pressurizzate che vennero utilizzate, oltre alle missioni spaziali, anche per spedizioni sul monte Everest e in alcuni incontri istituzionali.

## Specifiche tecniche
La AG7 Fisher Space Pen è una penna a sfera retrattile, dotata di una cartuccia sigillata ermeticamente e pressurizzata con azoto a circa 3 atmosfere. È in grado di scrivere con qualunque angolazione su un vasto numero di materiali, su superfici oleose, sott'acqua, capovolta, a temperature estreme che vanno dai −35 °C ai +121 °C e in assenza di gravità. L'inchiostro immagazzinato nella cartuccia è un gel semi-solido che si liquefà quando è sottoposto all’azione di sfregamento con la sfera posizionata sulla punta, ed è in grado di scrivere approssimativamente per 4,5 km. La penna ha un peso di 22,7 grammi e una lunghezza di 13,2 cm con un diametro di 1,3 cm.

Cartuccia pressurizzata Fisher Space Pen

## Guasto sul modulo lunare Apollo 11
Nel 1969 gli astronauti della missione Apollo 11, Neil Armstrong e Buzz Aldrin, risalendo a bordo del modulo lunare urtarono e ruppero l’interruttore del motore di ascesa. I due astronauti avvertirono immediatamente il centro di controllo missione di Houston chiedendo come potessero risolvere il problema. 
Intanto Buzz Aldrin prese un pennarello che non avrebbe dovuto avere con lui in quel momento, ma aveva dimenticato di restituirlo a Collins prima di passare nel modulo lunare. Si tratta di un pennarello in plastica della Duro Pen Company di Brooklyn donato proprio dall'astronauta al National Air and Space Museum dove è possibile vederlo.
Qualche fonte riporta, erroneamente, che il pulsante fu riparato con una Fisher Space Pen ma non è così. Aldrin racconta che non volle usare nulla di metallico perché stava intervenendo su un sistema elettrico. Anche il pennarello citato aveva un'impugnatura metallica (alluminio), ma non la punta, che fu usata per premere il pulsante rotto.

## Leggenda
Una celebre leggenda contemporanea racconta che negli anni Sessanta, in piena corsa allo spazio, gli scienziati della NASA si resero conto che le tradizionali penne non potevano funzionare nello spazio vista l’assenza di gravità che impediva all’inchiostro di fuoriuscire correttamente. Così, per risolvere il problema spesero anni e milioni di dollari dei contribuenti per sviluppare una penna che potesse scrivere in assenza di gravità. Mentre gli ingegneri della NASA erano intenti a progettare la penna, le loro controparti sovietiche adottarono una soluzione ben più banale ed economica: le matite.
In realtà, inizialmente sia gli astronauti della NASA, sia i cosmonauti sovietici usavano le matite, che però creavano vari problemi visto che le punte si spezzavano facilmente e i frammenti fluttuavano nell’aria col rischio di danneggiare le componenti elettroniche (la grafite è un conduttore elettrico) e meccaniche delle navicelle, oppure di essere inalate dagli stessi astronauti. Oltre a ciò le matite sono infiammabili. 
Dunque, nel 1965 la NASA in effetti ordinò alla Tycam Engineering Manufacturing Inc. 34 matite meccaniche, pagandole 128,89 dollari a matita per un totale di 4.382,50 dollari; ma quando questi prezzi diventarono di dominio pubblico, ci fu un tale clamore che la NASA dovette cercare qualcosa di più economico da far usare agli astronauti. Inoltre, dopo l'incendio dell'Apollo 1, avvenuto il 27 gennaio 1967 durante un'esercitazione, dove morirono tutti i membri dell'equipaggio, la NASA volle caricare a bordo delle capsule il minor numero di oggetti infiammabili.

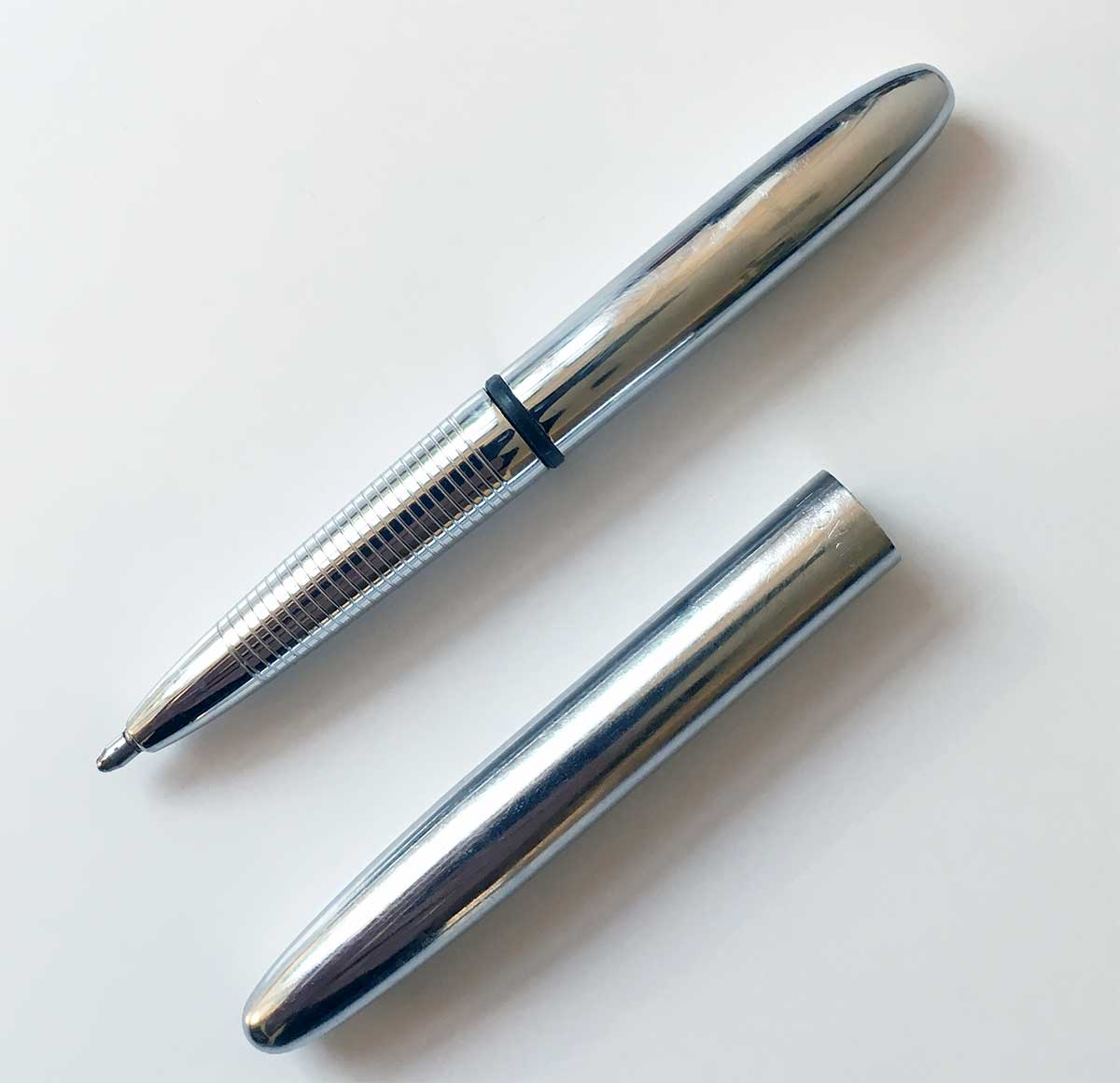
Fisher Bullet Space Pen

## Influenza culturale
- Un modello di Fisher Bullet Space Pen 400 è stato esposto per anni al MoMA di New York.[9]

- Il modello Chrome Bullet Fisher Space Pen appare nella sitcom della NBC Seinfeld, nell’episodio "The Pen" del 2 ottobre 1991.[2]
- Nel 1998, la Fisher Space Pen diventa il primo prodotto a essere venduto dallo spazio, tramite il canale televisivo di shopping QVC. La penna venne mostrata in diretta da due cosmonauti russi a bordo dalla stazione spaziale Mir.[2]
- Il processo produttivo delle Fisher Space Pen viene mostrato nell’episodio 13 della stagione 19 del documentario Come è fatto (titolo originale How It's Made).[2]

## Modelli
Alcuni modelli di Fisher Space Pen sono:

### Air & Space
- Shuttle[10][11][12]
- Astronaut[13]
- Astronaut Limited Edition[14]
- Thunderbirds[15]

### Bullet Space Pen
- Classic[9]
- Translucents[16]
- Bullet Stylus[17]
- Special Finish[18][19]
- Titanium Plate[20]
- Emblem[21][22]
- Fisher Space Pen Logo[23]

### Executive Styling
- X-750[24]
- X-750 Stylus[25]
- Infinium[26]

### Outdoor & Tactical
- Military Cap-O-Matic[27]
- Trekker[28]
- Clutch[29]
- Backpacker[30]
- Zero Gravity[31]
- Matte Black[32]

### Specialized Space Pens
- American Flag Pen[33]
- Stowaway[34]
- .375 Cartridge Pen[35]
- .338 Cartridge Pen[36]
- X-Mark[37]
- Silver Colored Ink
- Space-Tec[38]
- Telescoping[39]
- Eclipse[40]
- Contractor Pen[41]
- Q-4 Multi-Action[42]

### Cap-O-Matics
- Cap-O-Matic ‘M4’ Series[43]
- Cap-O-Matic ‘S200’ Series[44]